# روي بيدرو كوريا نونيز
روي بيدرو كوريا نونيز (7 يناير 1990 - ) هو لاعب كرة قدم برتغالي في مركز حراسة المرمى.

## وصلات خارجية
- روي بيدرو كوريا نونيز على موقع قاعدة بيانات كرة القدم.إي يو (الإنجليزية)
- روي بيدرو كوريا نونيز على موقع Soccerway.com (الإنجليزية)